# Йозеф Фридрих фон Саксония-Хилдбургхаузен
Йозеф Мария Фридрих Вилхелм Холандинус фон Саксония-Хилдбургхаузен (на немски: Joseph Maria Friedrich Wilhelm Hollandinus von Sachsen-Hildburghausen; * 5 октомври 1702, Хилдбургхаузен; † 4 януари 1787, Хилдбургхаузен) от род Ернестиниските Ветини, е принц и регент на херцогство Саксония-Хилдбургхаузен и кайзерски генерал-фелдмаршал за австрийските Хабсбурги и имперски генерал-фелдмаршал.

## Живот
Той е малкият син на Ернст (1655 – 1715), херцог на Саксония-Хилдбургхаузен, и съпругата му графиня София Хенриета фон Валдек (1662 – 1702), дъщеря на генерал-фелдмаршал Георг Фридрих от Валдек. По-големият му брат Ернст Фридрих I (1681 – 1724) става херцог на Саксония-Хилдбургхаузен през 1715 г. след смъртта на баща му. Йозеф Фридрих започва военна кариера.
На 16 години той влиза през 1719 г. под покровителството на фелдмаршал Фридрих Хайнрих фон Зекендорф в австрийската войска и същата година става щаб-капитан. Участва във Френската наследствена война (1717 – 1720) в Сицилия.
През 1728 г. Йозеф Фридрих става католик и расте в кариерата. През 1734 г. става генерал-фелдвахтмайстор в Ломбардия. През Руско-австрийската турска война (1735 – 1739) той е командир на австрийска войска. След войната принцът става губернатор на Коморн на Дунав в Унгария (до май 1749 г.) На 18 април 1744 г. той е фелдмаршал. При избухването на Седемгодишната война (1756 – 1763) през пролетта на 1757 г. е командир на имперската войска и трябва да се бие против Фридрих II от Прусия. След загубата на 5 ноември 1757 г. Йозеф Фридрих напуска войската.
Той е в много близки отношения с Хабсбургите. На 17 април 1738 г. в Париж се жени за 20 години по-голямата принцеса Анна Виктория Савойска (* 11 септември 1683, † 11 октомври 1763), дъщеря на граф Луиджи Томас дела Сардегна-Соасон (1657 – 1702) и Урания де ла Кропте (1655 – 1717). Тя е племенница и главна наследничка на огромното състояние на умрелия принц Евгений Савойски. Той получава кеш 300 000 гулдена и дворец Хоф в Долна Австрия. През 1752 г. те се развеждат. Той е през повечето време във Виенския двор. През 1769 г. се връща в Хилдбургхаузен.
Император Йозеф II го прави през 1769 г. на управител на херцогството. Херцог Ернст Фридрих III, негов далечен племенник, е определен за неспособен и през 1780 г. Йозеф Фридрих поема функцията на принц-регент. През 1780 – 1787 г. е опекун на малолетния му син херцог Фридрих.
Гьоте го посещава и обядва при него. Йозеф Фридрих умира на 4 януари 1787 г. на 84 години.